# 4647 Syuji
4647 Syuji este un asteroid din centura principală, descoperit pe 9 octombrie 1931 de Karl Reinmuth.